# Dakota – Nur der Colt war sein Gesetz
Dakota – Nur der Colt war sein Gesetz ist ein Italowestern, der seine deutschsprachige Erstaufführung auf Video erhielt. Der auch unter dem Titel Schwur des Geächteten veröffentlichte Film von Edoardo Mulargia erhielt verhaltene Kritiken.

## Handlung
Sheriff Joe Russell aus Tombstone ist für einen Goldtransport verantwortlich, der Banditen in die Hände fällt. Er wird verdächtigt, am Beutezug beteiligt zu sein und zu 15 Jahren Arbeitslager verurteilt. Da dort viele von ihm Verhaftete leben, hat er einiges zu durchstehen. Sein Bruder Slim hilft ihm, zu entkommen. Dann macht sich Russell, der auch Dakota genannt wird, auf die leichenreiche Suche nach dem wahren Verantwortlichen, den er schließlich im Staatsanwalt Donovan findet und stellen kann. Dann kann er auf seinen Sheriffsposten und zu seiner Freundin Jean zurückkehren.

## Kritik
Ulrich Bruckner bezeichnet den Film als ziemlich langweilig (in: Für ein paar Leichen mehr. München 2006); Christian Keßler meinte: „Der Film hätte etwas mehr Sorgfalt gebraucht und vor allen Dingen entschieden mehr Tempo, denn auch die einzelnen Szenen ziehen sich in die Länge.“